# ضريح سلطان محمد طاهر
ضريح سلطان محمد طاهر (بالفارسية: آرامگاه سلطان محمدطاهر) هو ضريح تاريخي يعود إلى القرن التاسع الهجري، ويقع في مقاطعة بابل.